# Жори, Даниэль
Даниэль Жори (венг. Zsóri Dániel; род. 14 октября 2000, Орадя) — венгерский футболист румынского происхождения, нападающий клуба «МТК», на правах аренды выступающий за «Будафок».

## Ранние годы
Даниэль Жори родился в румынском городе Орадя 14 октября 2000 года. Своё детство он провёл в Румынии, в возрасте 10 лет переехал в Венгрию, а именно — в город Бекешчаба. Впоследствии попал в местный футбольный клуб «Бекешчаба 1912». Жори имеет двойное гражданство: румынское и венгерское. По собственным словам он предпочёл бы играть за сборную Венгрии, если бы у него была возможность выбора.

## Клубная карьера
Осенью 2017 года Жори перешёл в «Дебрецен». Сначала он играл за молодёжный состав этого клуба, а в сезоне 2018/19 был переведён в основную команду. После нескольких игр в Кубке Венгрии, 16 февраля 2019 года Даниэль Жори дебютировал в матче венгерской лиги. Это произошло в поединке с «Ференцварошем»: он вышел на замену по ходу игры и на последних его минутах забил победный мяч ударом через себя. Этот гол был в дальнейшем номинирован на премию ФИФА имени Ференца Пушкаша, в итоге именно Жори стал обладателем данной награды.
В сентябре 2019 года Жори перешёл в «МОЛ Фехервар». На протяжении своих первых месяцев в клубе он не смог стать игроком стартового состава, в январе 2020 года был отдан в аренду команде «Будаэрш». За этот клуб он успел провести только четыре матча, сезон был на несколько месяцев приостановлен из-за пандемии COVID-19. В дальнейшем «Фехервар» снова отдал Жори в аренду, на этот раз — в «Будафок».

## Достижения
- Обладатель премии ФИФА имени Ференца Пушкаша: 2019